# Luis de la Puente

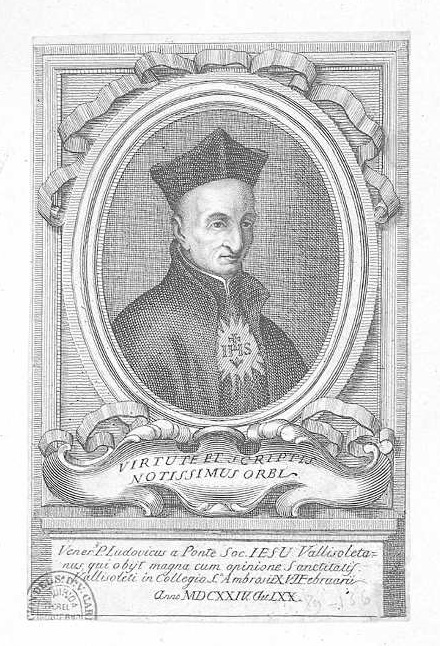
Retrato de Luis de la Puente. Estampa anónima,. Inscripción: Vener. P. Ludovicus á Ponte Soc. Jesu Vallisoletanus qui obijt magna cum opinione Sanctitatis Vallisoleti in Collegio S. Ambrosii XVII Februarii anno MDCXXIV aet. LXX. Biblioteca Nacional de España, Iconografía Hispana, 7493-1

Luis de la Puente (Valladolid, 1554-16 de febrero de 1624) fue un sacerdote jesuita, teólogo y escritor ascético español.

## Biografía
Hijo del relator de la chancillería de Valladolid Alonso de la Puente y de María Vázquez, nació en Valladolid el 11 de noviembre de 1554. Segundo de los cuatro hijos del matrimonio, tuvo una hermana mayor y dos hermanos menores, los tres religiosos dominicos. En 1572 obtuvo el grado de bachiller en Artes y Filosofía por la Universidad de Valladolid e inició en ella los estudios de Teología que abandonó para ingresar en la Compañía de Jesús el 2 de diciembre de 1574. En el noviciado de Medina del Campo tuvo como maestro al padre Baltasar Álvarez, al que más tarde dedicaría una biografía. Pasó luego al colegio de San Ambrosio de Valladolid, donde tuvo como maestro y director espiritual al padre Francisco Suárez. De 1578 a 1579 estuvo en la Universidad de Oñate (Guipúzcoa) para formarse en la docencia de la teología y a continuación en Villagarcía de Campos donde volvió a encontrarse con el padre Baltasar Álvarez para pasar el año de tercera probación, tras el que se ordenó de sacerdote en el colegio de San Ambrosio. A continuación fue enviado a la Universidad de Salamanca. Volvió a Villagarcía de Campos entre 1585 y 1589 como maestro de novicios y vicerrector, y al colegio de San Ambrosio como maestro de teología y rector de 1594 a 1596. Fue luego visitador de los colegios de la provincia por encargo del padre general Claudio Acquaviva, lector de Casos en el Colegio de Oviedo y de nuevo rector de San Ambrosio en 1601, cuando la corte se estableció en Valladolid, pero un año más tarde renunció al cargo debido a su delicada salud. 
A partir de ese momento se vio reducida su actividad docente y de gobierno, concluida definitivamente en 1608, tras desempeñar el cargo de visitador en el colegio inglés de San Albano, dedicándose en adelante a la escritura y la dirección espiritual. Destacó en este orden la guía espiritual de la venerable Marina Escobar, fundadora de las brigidinas españolas.
Falleció en Valladolid el 16 de febrero de 1624.

## Obra

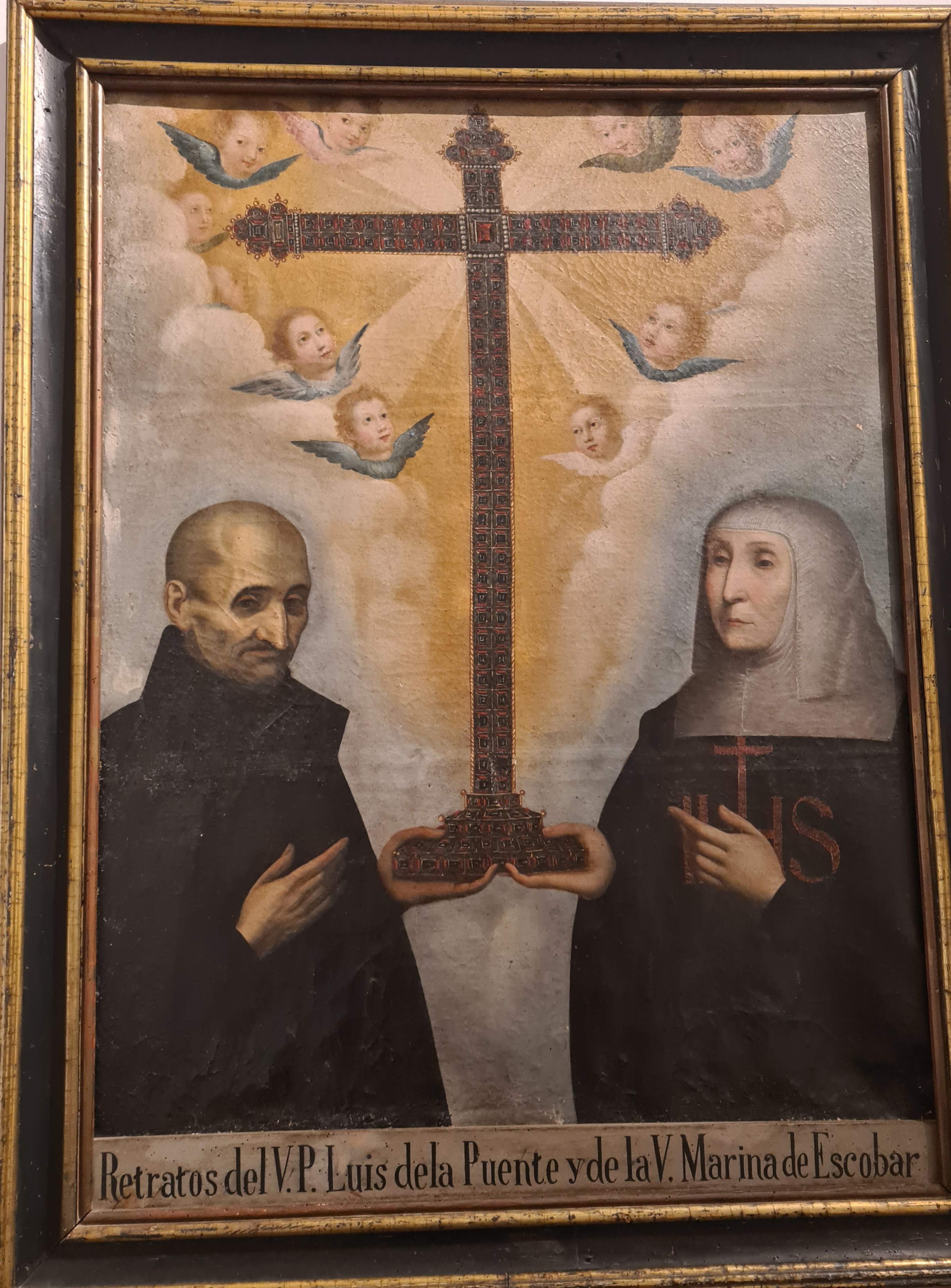
Luis de la Puente y Marina de Escobar, pintura conservada en el Real Monasterio de San Joaquín y Santa Ana de Valladolid. De la Puente escribió la hagiografía de Marina de Escobar.

Luis de la Puente fue autor de obras muy influyentes y traducidas a numerosos idiomas, entre ellas las Meditaciones de los misterios de nuestra santa fe en dos volúmenes, 1605-1607, compendio de teología cristiana traducido a varios idiomas, incluidos el árabe y el chino; Guía espiritual, publicada en 1609 y de nuevo en 1614, donde defendía la oración y la mortificación como antídoto contra las corrientes quietistas, de cuya traducción al francés se hicieron doce ediciones; De la perfección del christiano en todos sus estados, en cuatro volúmenes, publicados entre 1612 y 1616, donde se ocupaba tempranamente de la perfección cristiana en el estado seglar; Vida del padre Baltasar Álvarez religioso de la Compañía de Iesús, 1615, considerado el libro más leído de Luis de la Puente tras sus Meditaciones, en el que presentaba al padre Álvarez como modelo de maestro espiritual; Expositio moralis in Canticvm Canticorvum, Colonia, 1622, Directorio espiritual de los Santos Sacramentos, 1625 y Vida maravillosa de la venerable virgen doña Marina de Escobar, que apareció póstumamente en Madrid en 1665 y 1673. Sus escritos fueron aprobados en 1714, en el curso del proceso de beatificación interrumpido tras la supresión de la Compañía de Jesús en 1773.